# 65 v.Chr.

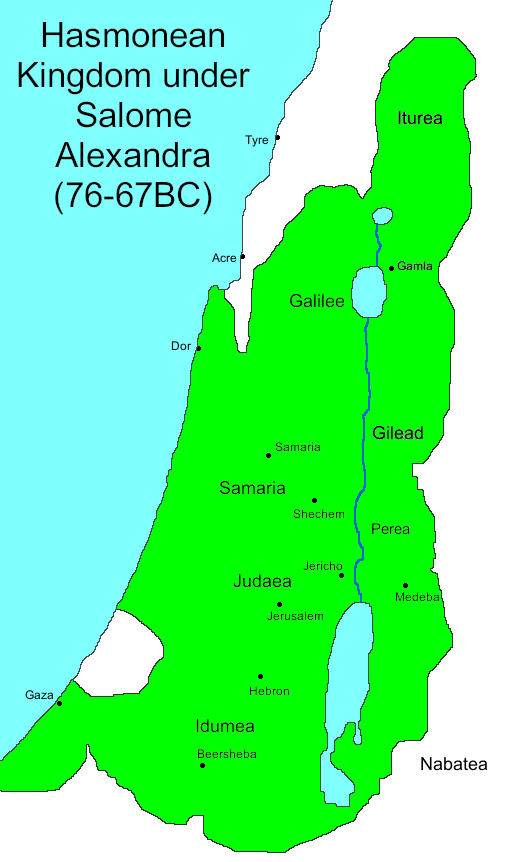
Het Hasmonese Rijk

Het jaar 65 v.Chr. is een jaartal in de 1e eeuw v.Chr. volgens de christelijke jaartelling.

## Gebeurtenissen

### Italië
- In Rome organiseert Julius Caesar op het Forum Boarium (Rundermarkt), gladiatorengevechten. Hij laat 320 paren, gehuld in zilveren harnassen tegen elkaar vechten, dit tegen de zin van de Senaat.

### Palestina
- De Nabateese koning Aretas III tracht Hyrcanus II op de troon van Judea te zetten en begint het beleg om Jeruzalem. Aristobulus II roept de hulp in van de Romeinse legaat Marcus Aemilius Scaurus.

## Geboren
- 8 december - Quintus Horatius Flaccus (~65 v.Chr. - ~8 v.Chr.), Romeins dichter